# Хандагатайская узкоколейная железная дорога
Хандагата́йская узкоколе́йная желе́зная доро́га —  лесовозная узкоколейная железная дорога, действовавшая на территории Заиграевского, Кижингинского, Хоринского и Еравнинского районов Бурятии с 1934 до 2003—2004 годов.

## Описание
Хандагатайская узкоколейная железная дорога — крупнейшая по протяжённости магистральной линии среди действовавших в 1990-е годы российских узкоколейных железных дорог колеи 750 мм. Расстояние от станции Карымка (посёлок Новоильинск Заиграевского района, 110 км восточнее Улан-Удэ) до станции Заза (Еравнинский район) составляло около 260 километров. Хотя, возможно, что участок Барун-Эгита — Заза так и не был введён в эксплуатацию.
Вторая по протяжённости в 1990-е годы узкоколейная линия, Алапаевская, имела протяжённость ок. 210 км (на 2009 год — 148 км). 
Точные цифры касательно протяжённости едва ли можно найти, так как на лесовозных узкоколейных железных дорогах этими данными может не располагать даже предприятие-владелец — конфигурация линий в лесу сложная и постоянно меняется. 

## Эксплуатация
Первый участок этой дороги был открыт в 1934 году. Главной станцией стала станция Карымка, где весь доставленный по узкоколейной железной дороге лес перегружался в вагоны широкой колеи (станция Новоильинский на Транссибирской магистрали). 
В 1980-х годах строительство новых линий всё ещё продолжалось. По имеющимся данным, самый дальний участок со станцией Заза не был введён в эксплуатацию, хотя и значился во всех официальных документах. Гораздо успешнее развивалась южная, Хуртэйская линия. Последний участок Михайловка — Хуртэй был открыт в конце 1980-х годов. 
В 1993 году предполагалось начать перешивку линии на широкую колею, но в связи с экономическим кризисом этот проект так и не был осуществлён. На 2003 год функционировала только линия Карымка — Хуртэй (вывозка леса, а также флюорита с месторождения «Осеннее» ООО «Кристалл»; грузовые поезда из Карымки — 1 раз в сутки и реже). На Зазинской линии с 1998 года начата разборка пути. В августе 2004 года рабочие разбирали последние 20 км пути.

## Подвижной состав
ТУ7А-3015 («Комсомольско-молодёжный» ), 3089, 2853, 3186; всего ТУ7 и ТУ7А было не менее 25 шт.; ТУ2МК-81, 194; ТУ4. На 23.08.2004 осталось только два рабочих тепловоза, несколько вагонов. Вагоны: ВЦ20, ПВ40, ПВ51, хопперы-дозаторы, платформы (в депо стояла платформа постр. АВЗ 1961 г. с заводским номером 666), крытые (кузов от АВЗ 20 т.), столовая, летучка связи. Паровозы разных серий (котлы некоторых паровозов использовались для отопления на линии).